# Liste der Biografien/Zev
Liste der Biografien |
Portal Biografien |
Personensuche
# |
A |
B |
C |
D |
E |
F |
G |
H |
I |
J |
K |
L |
M |
N |
O |
P |
Q |
R |
S |
T |
U |
V |
W |
X |
Y |
Z |
?
 
Za |
Zb |
Zc |
Zd |
Ze |
Zf |
Zg |
Zh |
Zi |
Zj |
Zk |
Zl |
Zm |
Zn |
Zo |
Zr |
Zs |
Zu |
Zv |
Zw |
Zy |
Zz
 
Zea |
Zeb |
Zec |
Zed |
Zee |
Zef |
Zeg |
Zeh |
Zei |
Zej |
Zek |
Zel |
Zem |
Zen |
Zeo |
Zep |
Zeq |
Zer |
Zes |
Zet |
Zeu |
Zev |
Zew |
Zey |
Zez
Die Liste der Biografien führt alle Personen auf, die in der deutschsprachigen Wikipedia einen Artikel haben. Dieses ist eine Teilliste mit 12 Einträgen von Personen, deren Namen mit den Buchstaben „Zev“ beginnt.

## Zev

### Zeva
- Zevaco, Jean-François (1916–2003), französischer Architekt
- Zévaco, Jean-Pierre-Dominique (1925–2017), französischer Ordensgeistlicher und römisch-katholischer Bischof von Tôlagnaro
- Zévaco, Michel (1860–1918), französischer Schriftsteller
- Zevallos, Sergio (* 1962), peruanischer bildender Künstler

### Zeve
- Zevel, Adam von (1497–1565), Bürgermeister der Freien Reichsstadt Aachen
- Zevel, Peter von (* 1530), Bürgermeister der Freien Reichsstadt Aachen

### Zevi
- Zevi Hirsch, Salomo Salman, Geldhändler und jüdischer Theologe
- Zevi, Bruno (1918–2000), italienischer Architekt, Architekturhistoriker, Autor, Hochschullehrer und Politiker, Mitglied der Camera dei deputati
- Zevi, Fausto (* 1938), italienischer Klassischer Archäologe
- Zevi, Tullia (1919–2011), italienische Journalistin
- Zevin, Gabrielle (* 1977), US-amerikanische Schriftstellerin und Drehbuchautorin

### Zevo
- Zevon, Warren (1947–2003), US-amerikanischer Rock-’n’-Roll-Musiker und SongwriterWarren Zevon (1947–2003)

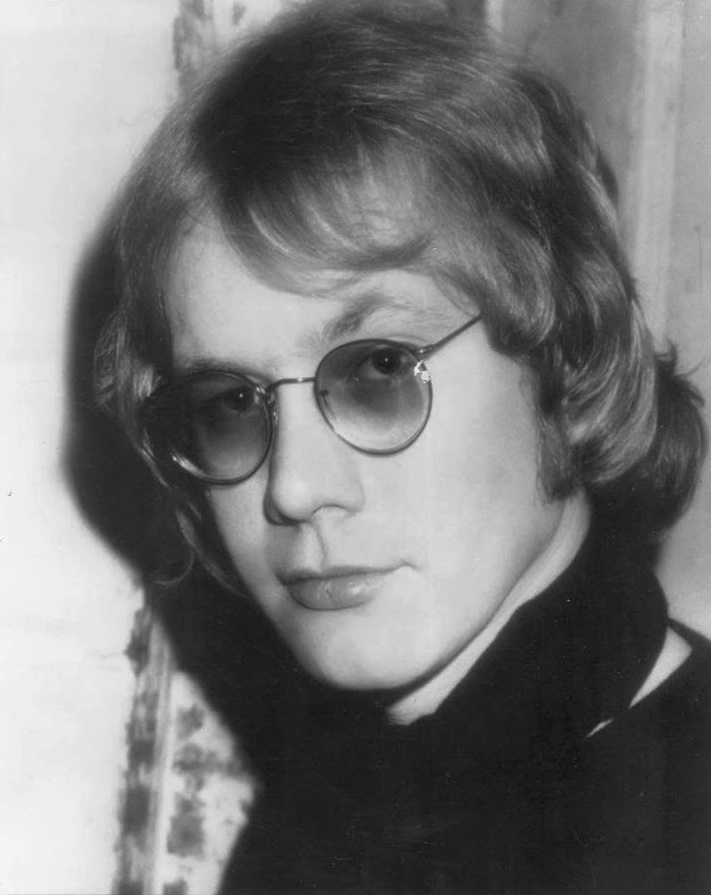
Warren Zevon (1947–2003)